# Before the Dawn (Buju Banton)
Before the Dawn è il decimo album in studio del cantante giamaicano Buju Banton, pubblicato nel 2010.

## Tracce
1. Rasta Can't Go – 4:31
2. In the Air – 3:35
3. Do Good – 6:59
4. Battered & Bruised – 4:08
5. Bondage – 5:15
6. Struggle Together – 4:32
7. Life – 5:03
8. No Smoking at All – 3:26
9. Try Life – 4:10
10. Innocent – 3:34